# Afer dels rockers satanistes de Casablanca
L'afer dels rockers satanistes de Casablanca va arribar als titulars legals al Marroc el 2003. Es relata a la pel·lícula d'Ahmed Boulane, Les Anges de Satan, estrenada el 2007.

## 2003
El febrer de 2003, 14 músics adeptes al rock dur van ser detinguts. Se'ls acusava de “satanisme”, “actes que podrien sacsejar la fe dels musulmans”, “menyspreu de la religió musulmana”, “possessió d'objectes contraris a la bona moral”.
Durant un judici la societat conservadora marroquina després de Hassan II condemna els gustos musicals dels joves, mentre que abans, en el punt àlgid dels anys de plom, la gent era condemnada per les seves idees polítiques.

El fiscal denuncia durant la seva acusació: 
| « | la propaganda dels ritus satanistes perpetrats pels serveis secrets israelians per desestabilitzar països musulmans | » |

El periodista José Garçon del diari francès Libération escriu que es troba en: 
| « | Justícia, considerada un dels baluards de l'islamo-conservadorisme, i en l'aparença d'un ordre moral generat per l'islamisme desenfrenat, que hem de buscar les raons de l'ofensiva. Per a molts intel·lectuals i diaris marroquins, tot passa com si els serveis de justícia i seguretat surfeguessin sobre el puritanisme i el conservadorisme ambiental per “denigrar tot allò que ve de fora i d'aquí, amb el pretext que transmet idees contràries a la religió musulmana. I per acariciar els moviments islamistes suposadament hostils a les modes i la música "importades" d'Occident. Una situació que resumeix un internauta marroquí: “Estem vivint un auge del fonamentalisme preventiu que consisteix a perseguir i condemnar davant els fonamentalistes tot allò que aquests últims podrien fer servir per lluitar.” | » |